# Xie Shishi
Xie Shishi (ur. 11 października 1987) – chińska judoczka. Uczestniczka mistrzostw świata w 2011, 2014  i 2015. Startowała w Pucharze Świata w latach 2010, 2011 i 2014-2016. Srebrna medalistka mistrzostw Azji w 2011; piąta w 2016. Wygrała igrzyska Azji Wschodniej w 2009. Trzecia na mistrzostwach Azji Wschodniej w 2012 i 2015 roku.